# Geschiedenis van Noord-Brabant
De Geschiedenis van Noord-Brabant beschrijft de gebeurtenissen van het verleden van de landstreek die in de 21e eeuw de provincie Noord-Brabant vormt.
De eerste mensen arriveerden omstreeks 10.000 v.Chr. In 3000 v.Chr. ontstonden de eerste nederzettingen en het gebied werd rond het begin van de jaartelling veroverd door de Romeinen. Na de ineenstorting van het Romeinse Rijk namen Germaanse stammen de streek in bezit. In de 12e eeuw ging het gebied deel uitmaken van het Hertogdom Brabant.
Tijdens de Nederlandse Opstand veroverden Staatse troepen de landstreek, die in 1648 bij de Vrede van Münster definitief bij de Republiek der Zeven Verenigde Nederlanden kwam. Het werd een Generaliteitsland zonder een eigen stem in het landsbestuur. Deze situatie duurde tot 1796, toen het gewest met autonome status toetrad tot de Bataafse Republiek. Bij de stichting van het Verenigd Koninkrijk der Nederlanden in 1815 werd de huidige provincie Noord-Brabant gevormd.

## Prehistorie

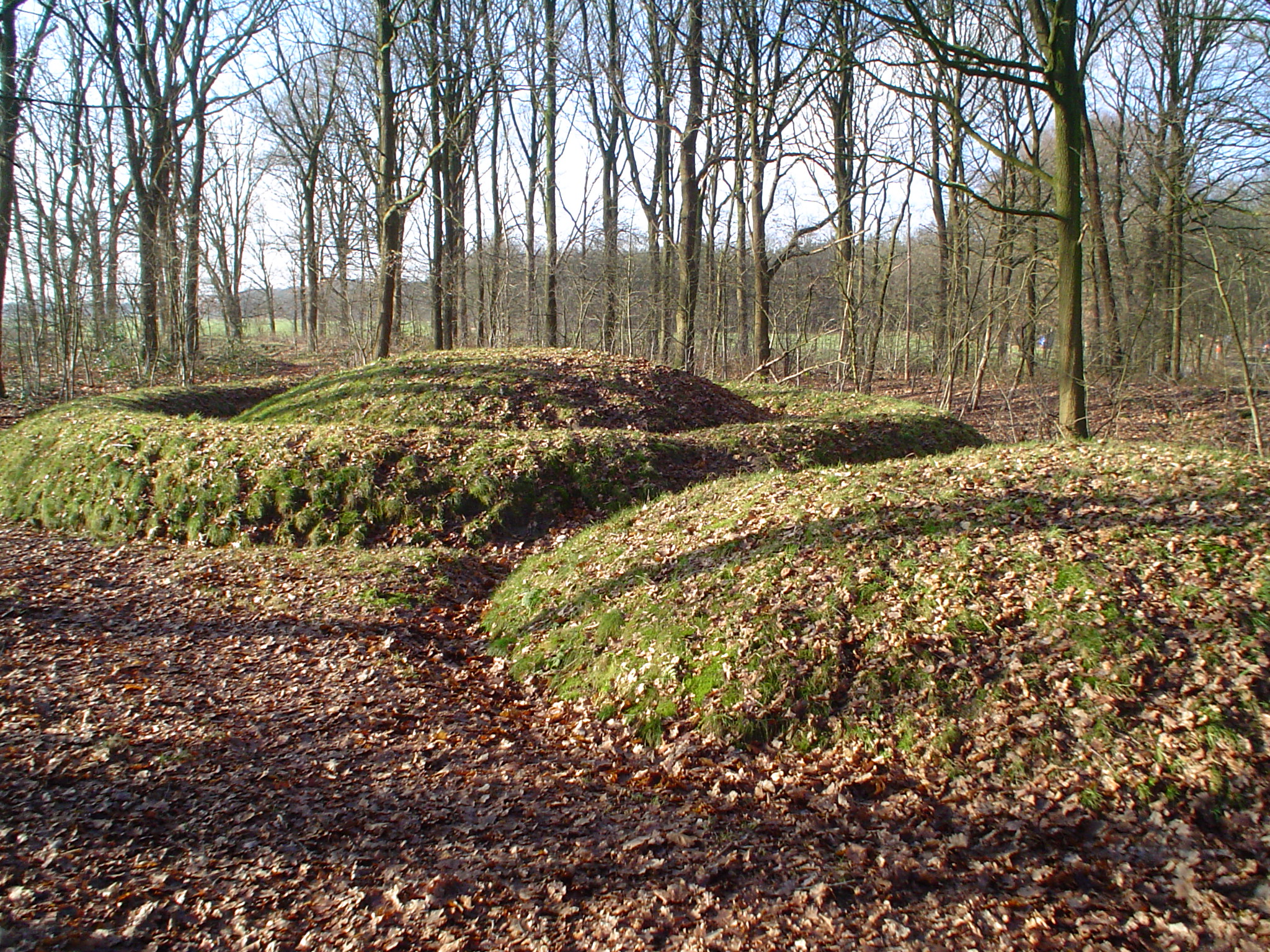
Een ringwalgrafheuvel, ca. 1350 v. Chr., nabij Toterfout in de gemeente Veldhoven

De oudste menselijke bewoning van het huidige Noord-Brabant dateert van 10.000 v.Chr. De eerste bewoners waren jager-verzamelaars die in kleine groepen rondtrokken. Rond 3000 v.Chr ontstonden de eerste agrarische nederzettingen. De boeren gebruikten aanvankelijk nog stenen werktuigen, maar rond 1900 v.Chr. deed brons zijn intrede in het gebied en rond 800 v.Chr. verschenen er de eerste ijzeren objecten. Veel archeologische vondsten getuigen van de vroege historie. Er zijn in Noord-Brabant uit de steentijd en de bronstijd honderden grafheuvels gevonden, evenals urnenvelden uit de ijzertijd. Verder zijn op een groot aantal plekken grondsporen gevonden van nederzettingen uit de ijzertijd. Op vele plaatsen zijn vuurstenen pijlpunten en bronzen bijlen opgegraven. Door de hele provincie zijn duizenden artefacten aangetroffen van aardewerk, bouwkeramiek, natuursteen, vuursteen, been, metaal en glas.

## Romeinse tijd

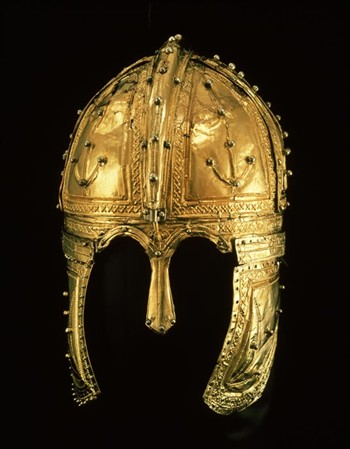
De Peelhelm, 320 n.Chr., gevonden in 1910 in Helenaveen

De legers van het Romeinse Rijk veroverden het gebied dat nu Noord-Brabant heet in 57 v.Chr. Dat gebied was in die tijd nagenoeg geheel bedekt met oerbos, afgewisseld door moerassen. Een van de overwonnen volken was de stam van de Eburonen. Zij leefden onder andere in de streek waar nu de Kempen ligt en in 54 v.Chr. kwamen zij in opstand. Negenduizend Romeinse soldaten verloren daarbij het leven. De Romeinen namen wraak door de Eburonen vrijwel geheel uit te roeien. Ruim een eeuw later kwamen de Bataven in opstand. Ook nu wisten de Romeinen hun gezag te herstellen.
Daarna brak een lange periode van welvaart aan waarin de inheemse bevolking romaniseerde en in omvang toenam. Veel bos werd gekapt om als akker te dienen waarop graan werd verbouwd dat werd verhandeld met de Romeinen. Naar Romeins voorbeeld werden hier en daar villa's gebouwd. Vanaf eind 3e/begin 4e eeuw deden Germaanse stammen steeds vaker invallen in het Romeinse territorium. Hoewel veel Salische Franken zich in het gebied vestigden, wisten de Romeinen hun gezag te handhaven. Tot het Romeinse rijk door interne machtsstrijd zo verzwakt was dat het zich in 406 n.Chr. genoodzaakt zag het noordelijke deel van het rijk op te geven. Veel geromaniseerde bewoners volgden het terugtrekkende leger waarna de landstreek in bezit werd genomen door de Salische Franken.
De Romeinse periode heeft veel sporen nagelaten in het huidige Noord-Brabant. Bij Cuijk zijn resten gevonden van een Romeinse brug. In Hoogeloon is een Romeinse villa opgegraven en bij Oss een aan een villa verwante boerderij. In Nispen werd een potstalboerderij uit de 2e of 3e eeuw gevonden. Onder andere in Kessel, Empel en Lieshout zijn  crematie-graven blootgelegd, met in de naaste omgeving ruimtes met altaarstenen en bijgiften, onder andere van 'terra sigillata’ (rood aardewerk), en militaire uitrustingstukken. In de Deurnese Peel is in 1910 nabij Helenaveen een Romeinse ruiterhelm gevonden. De vergulde zilveren helm werd waarschijnlijk door een Romeinse officier in een ven achtergelaten als zoenoffer aan de goden.

## Middeleeuwen

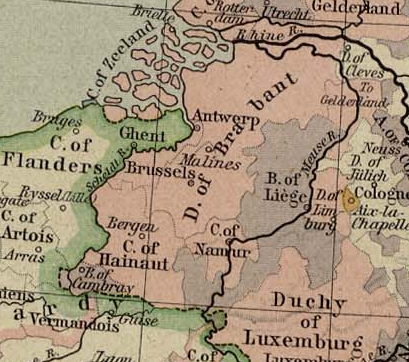
Kaart van hertogdom Brabant in 1477

Vanaf de 5e eeuw werden de gronden in het latere Brabant – met toestemming van de koning der Franken – in bezit genomen door leden van de lagere adel. De edelen brachten die nieuw verworven gronden in cultuur in domeinen. Zo'n domein bestond uit het landgoed van de heer, hof of vroonhof genaamd, met daaromheen hoeven die in gebruik werden gegeven aan horigen, halfvrije boeren. Ook vrije boeren sloten zich aan bij domeinen, op zoek naar bescherming tegen rondtrekkende bendes. Zo ontstonden overal dorpen die later, omdat ze eigendom waren van een heer, heerlijkheden werden genoemd.
Na de dood van Karel de Grote in 814 viel het Frankische Rijk uiteen. Eeuwenlang streden edellieden om de macht over de verschillende delen van het oude rijk. In het gebied waar nu Noord-Brabant is gelegen, ontstond rust toen in 1183 het hertogdom Brabant werd gevormd. Brussel werd de hoofdstad van het hertogdom dat was verdeeld in vier kwartieren, te weten Leuven, Brussel, Antwerpen en ’s-Hertogenbosch. De hertog stelde in het laatst genoemde kwartier een meier aan als bewindhebber. Het kwartier, dat werd aangeduid als Meierij van 's-Hertogenbosch, was weer onderverdeeld in vier kwartieren: Peelland, Kempenland, Oisterwijk en Maasland, en omvatte daarnaast enkele oostelijk van de Meierij gelegen gebieden. De Baronie van Breda en het Markiezaat Bergen op Zoom ressorteerden onder het kwartier Antwerpen. De stad Grave en de heerlijkheden Steenbergen, land van Cuijk en Willemstad vielen niet onder een van de kwartieren maar behoorden wel tot het hertogdom Brabant.
Door innovaties in de landbouw als de haam, de keerploeg en het drieslagstelsel, nam de voedselproductie sterk toe. Boeren verhandelden overschotten aan voedsel op marktplaatsen die uitgroeiden tot steden. Door de uitbreiding van het landbouwareaal en het gebruik van hout voor de bouw van steden en voor het koken, verdween bijna het gehele Brabantse oerbos. Dit zorgde voor het ontstaan van heidegronden die door de vele schapen werden kaalgevreten, waardoor grote zandverstuivingen ontstonden. Om de schaarste aan hout te bestrijden introduceerde de hertog van Brabant rond 1400 het recht van voorpoting. Dit hield in dat hij aan de ingezetenen van dorpen het recht verleende om bosbouw te plegen op woeste grond die hem toebehoorde. Meestal betrof dat bermen van wegen en delen van zandverstuivingen.
De hertogen van Brabant verleenden in het gebied dat thans tot de provincie behoort aan enkele tientallen steden stadsrechten, in ruil voor steun. Om hun macht te consolideren voerden de Brabantse hertogen vele oorlogen, zowel binnen als buiten Brabant. Dat leidde tot de aanleg van kastelen, en het versterken van steden met grachten, stadsmuren en poorten.
In 1270 lukte het de hertog van Brabant om voor zijn steden het recht te verwerven Engelse wol te kopen en het daarmee geweven laken in Engeland af te zetten. Brabant werd een bloeiende textielproducent met naast Engeland ook Italië, Spanje en de Oostzeelanden als afzetgebied. Belangrijke handelscentra waren 's-Hertogenbosch en Bergen op Zoom. De welvaart die ontstond mondde uit in de Brabantse Gouden Eeuw, een bloeiperiode die viel tussen 1430 en 1550. In Brabant floreerden architectuur, schilderkunst, literatuur en muziek, en het hertogdom was het bestuurlijk en economisch kerngebied van de Nederlanden.
Veel bouwwerken uit de Brabantse Gouden Eeuw zijn bewaard gebleven zoals de Sint-Janskathedraal in 's-Hertogenbosch, het Markiezenhof in Bergen op Zoom, de Grote- of Onze Lieve Vrouwekerk in Breda, de Sint-Petrusbasiliek in Oirschot en het kasteel van Helmond.

Middeleeuwse bouwwerken
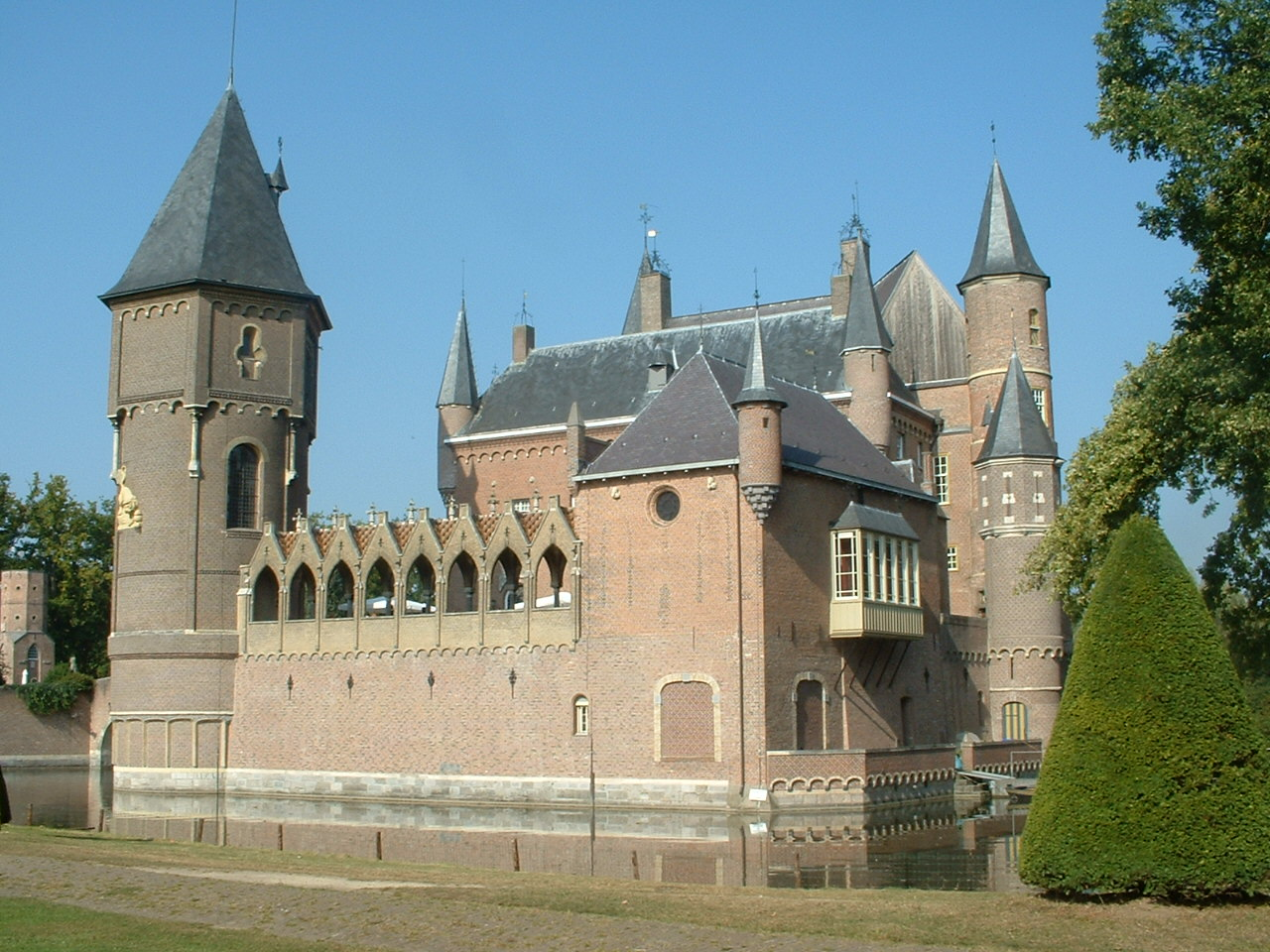
Kasteel Heeswijk gebouwd tussen 1156 en 1387
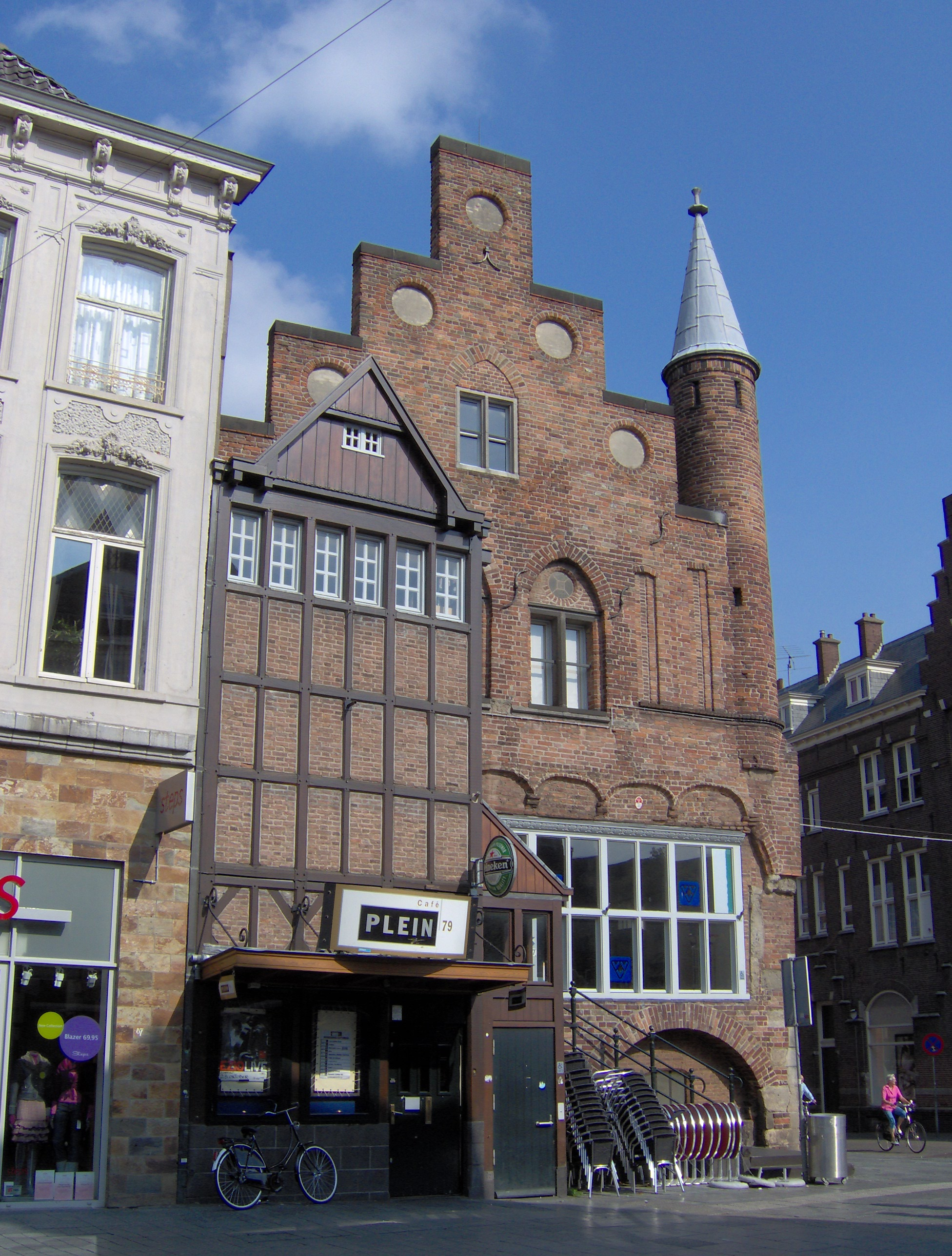
De Moriaan in 's-Hertogenbosch, gebouwd tussen 1201 en 1300
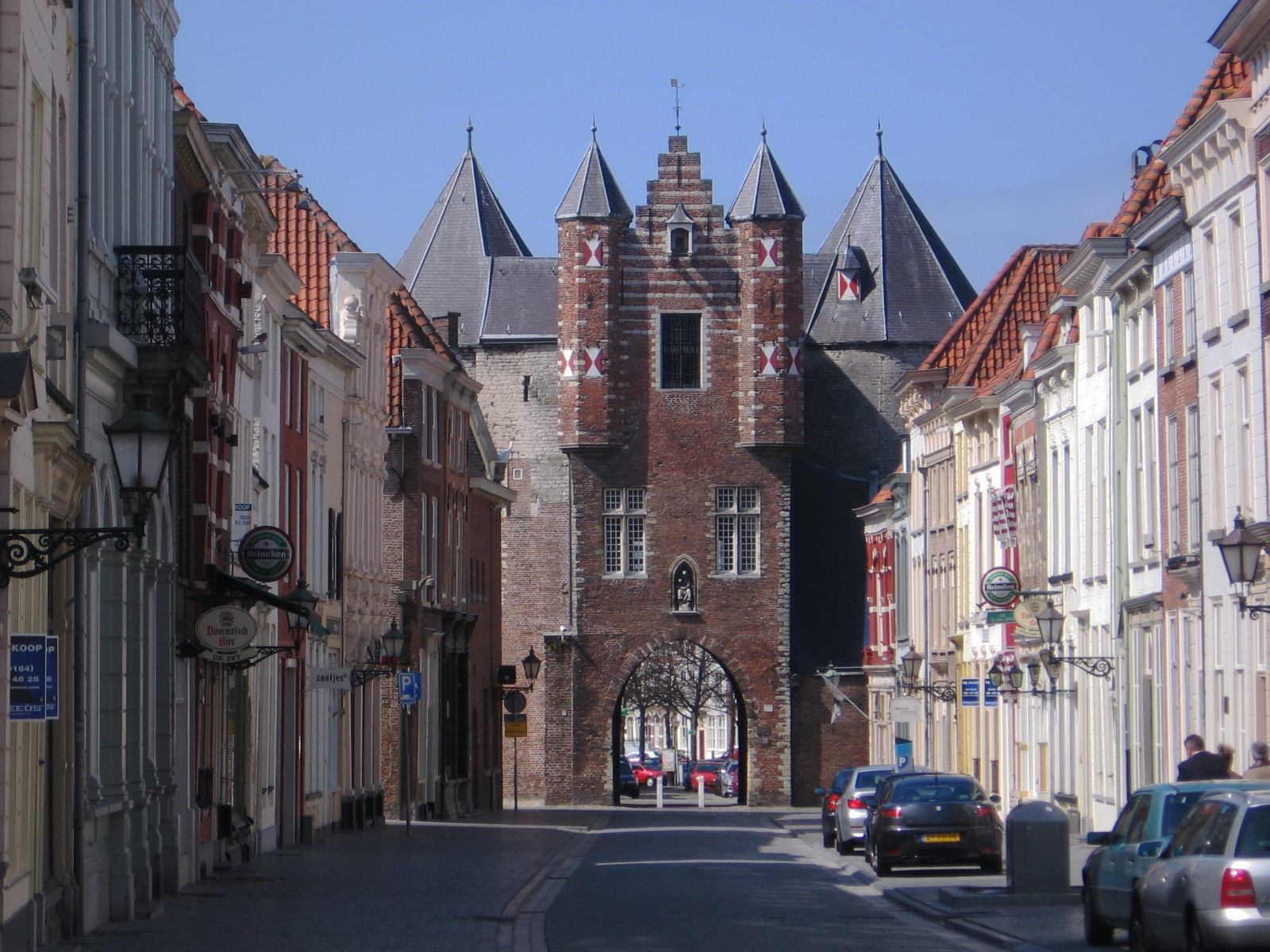
De Gevangenispoort in Bergen op Zoom, gebouwd tussen 1301 en 1400
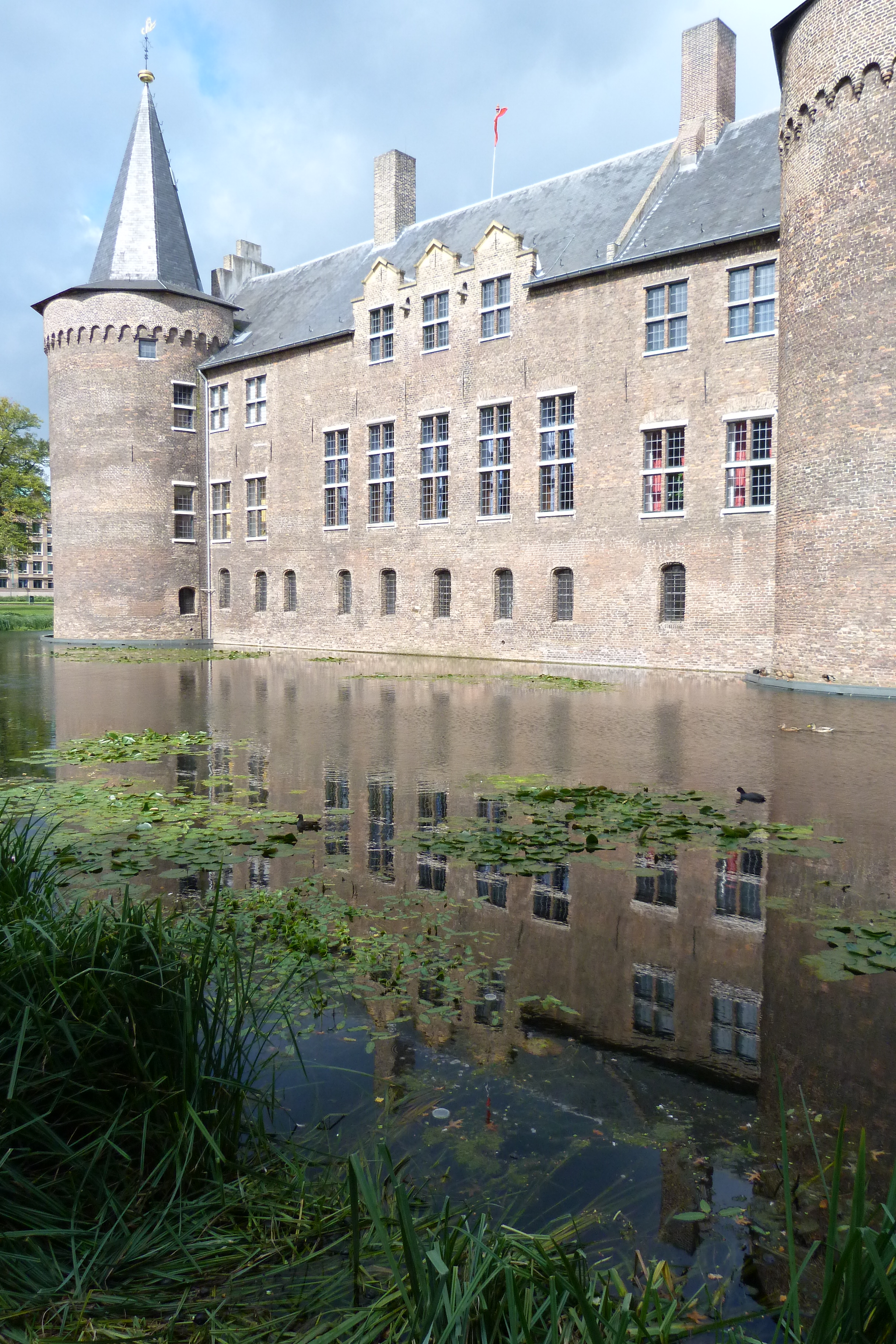
Kasteel Helmond, gebouwd tussen 1325 en 1400
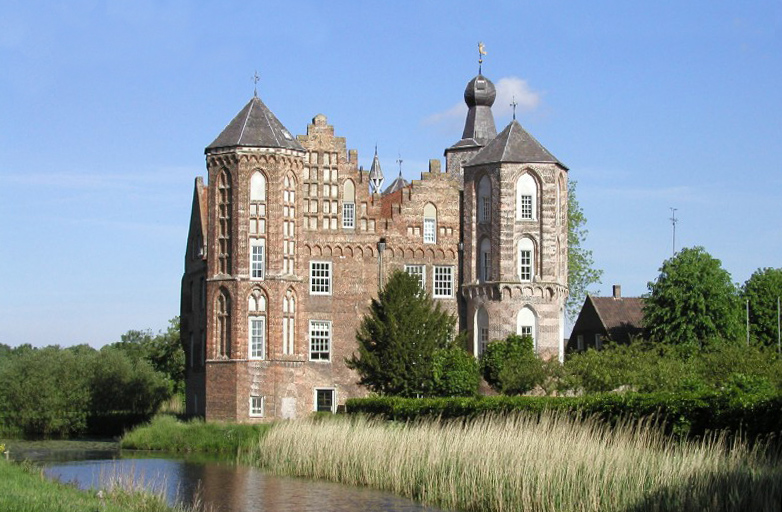
Kasteel Croy in Aarle-Rixtel, gebouwd tussen 1401 en 1450
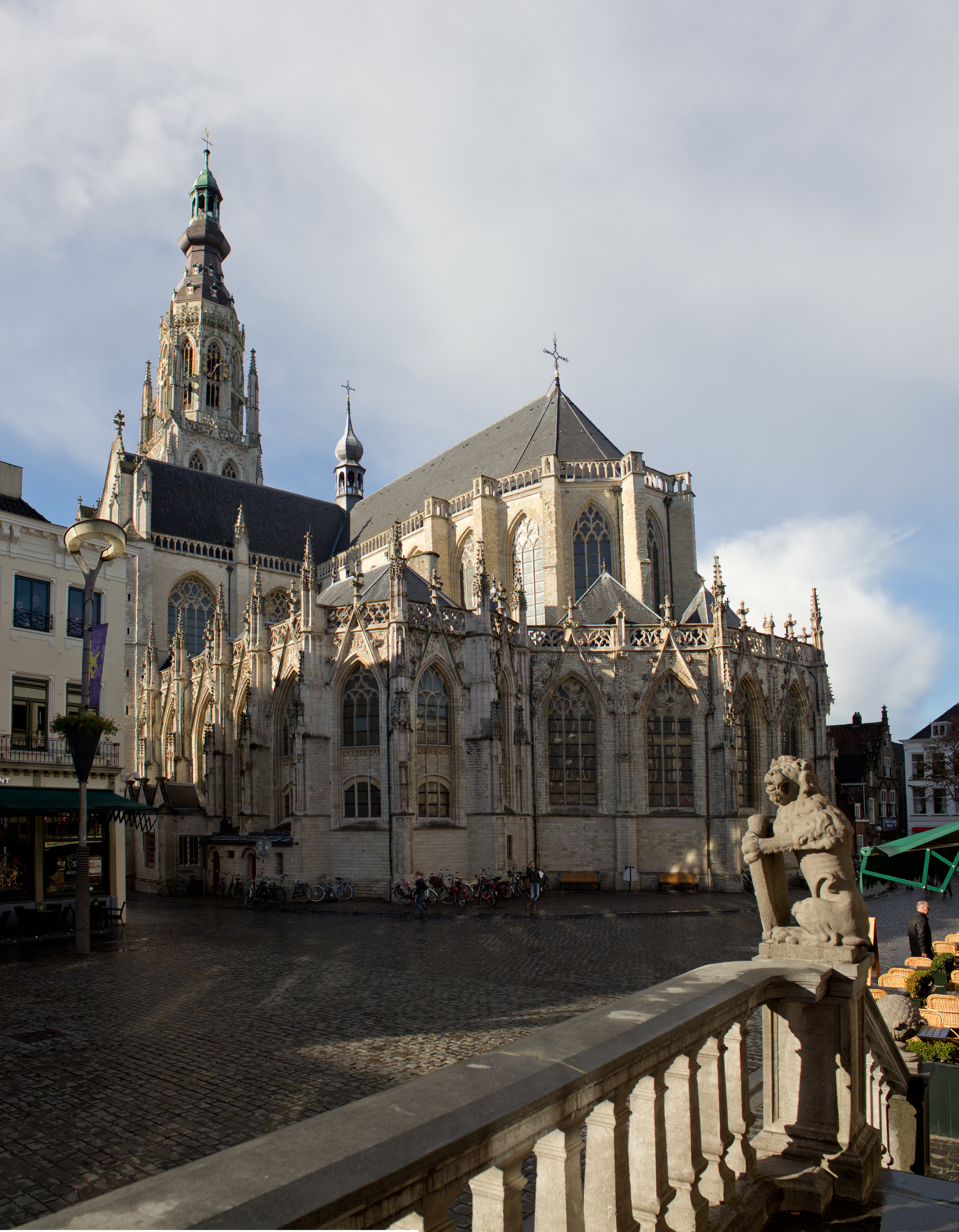
De Grote of Onze-Lieve-Vrouwekerk in Breda, gebouwd tussen 1410 en 1547
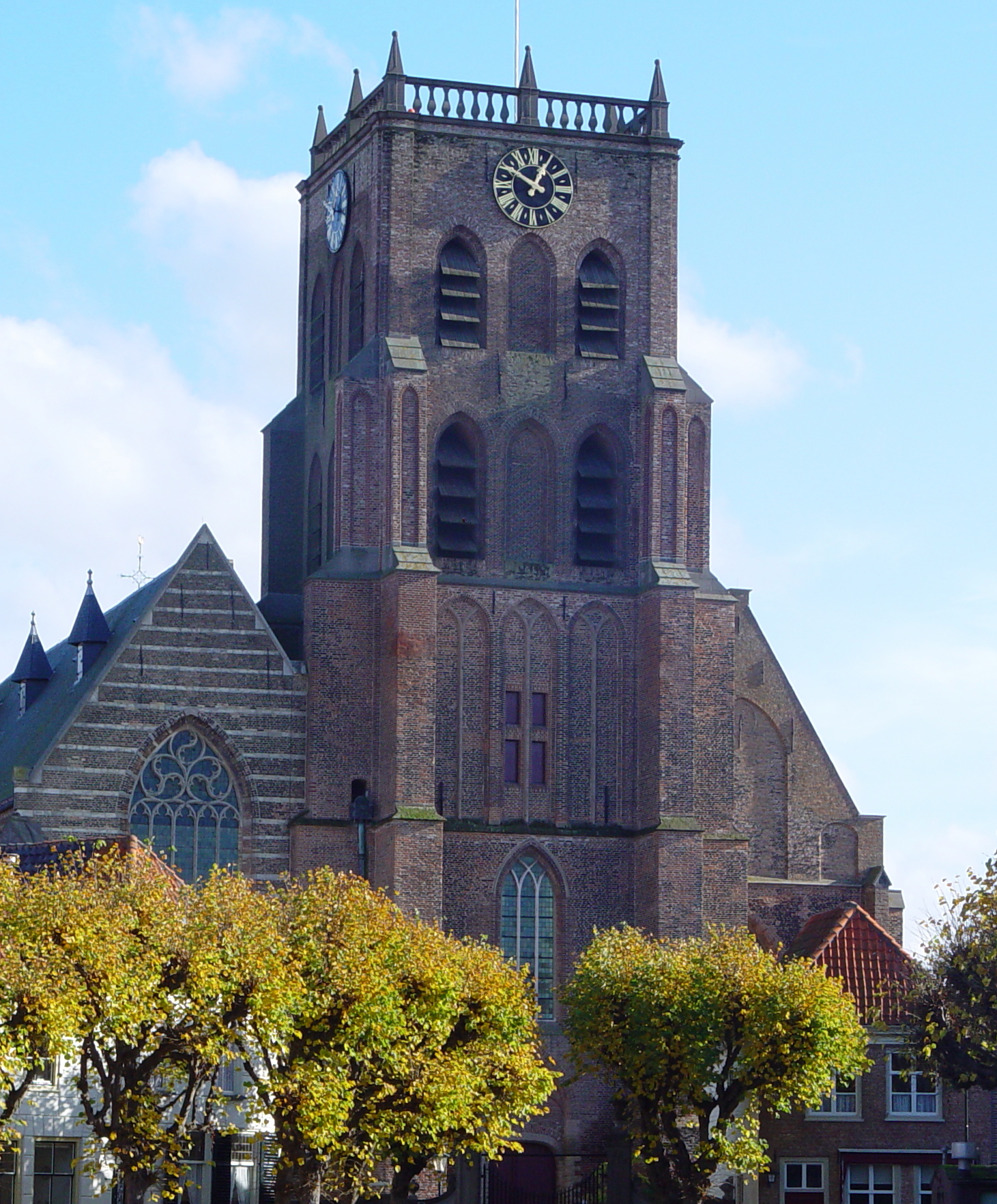
De Geertruidskerk in Geertruidenberg, gebouwd tussen 1421 en 1500
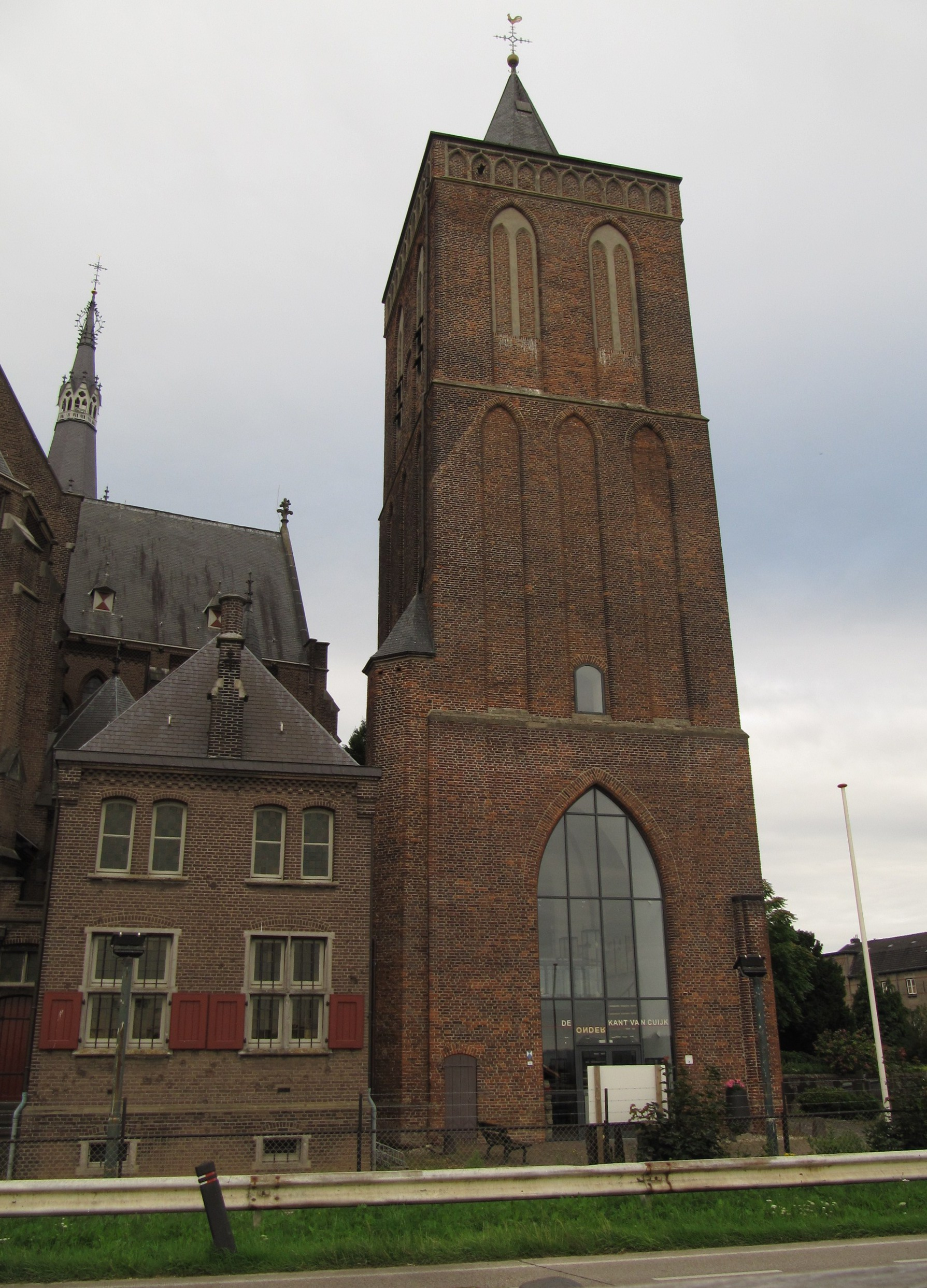
De Toren in Cuijk, gebouwd in de 15e eeuw

## Tachtigjarige Oorlog (1568–1648)

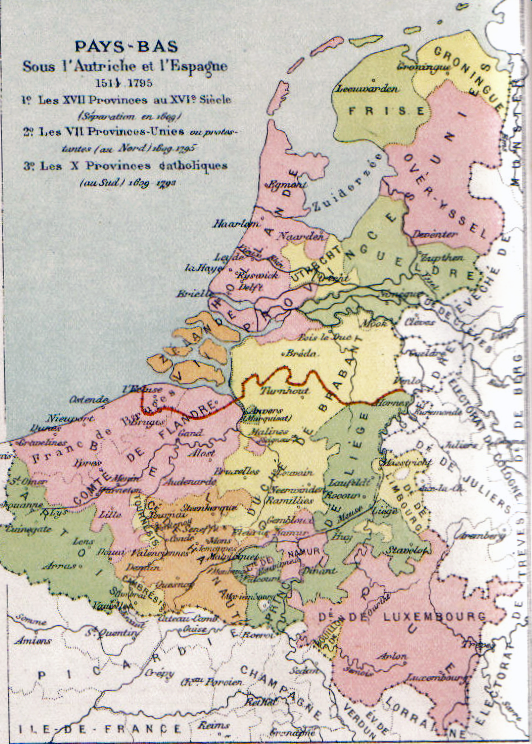
Kaart met in geel het hertogdom Brabant en in rood de scheidingslijn uit 1648 tussen de Noordelijke en de Zuidelijke Nederlanden

Vanaf omstreeks 1560 kreeg het calvinisme in Brabant steeds meer aanhang. De Beeldenstorm die in de zomer van het jaar 1566 in West-Vlaanderen losbarstte en zich over de gehele Nederlanden verbreidde, was in Brabant bijzonder hevig. De Spaanse koning Filips II, die ook de titel 'heer der Nederlanden' voerde, stuurde het Spaanse leger naar de Lage Landen met de opdracht de opstand te onderdrukken. In de Tachtigjarige Oorlog die toen uitbrak heeft Brabant een centrale rol gespeeld, al vonden de belangrijke gevechten de eerste tien jaar buiten Brabant plaats.
Als gevolg van langdurige problemen met soldijbetaling sloeg het Spaanse leger in 1576 aan het muiten. Antwerpen werd door Spaanse troepen geplunderd en in brand gestoken. De onlusten duurden drie dagen en kostten volgens schattingen 7000 mensen het leven. Daarop riepen de Staten van Brabant de Staten-Generaal van de Nederlanden bijeen. Brabant wist in samenwerking met Willem van Oranje de gematigde en de radicale opstandelingen op één lijn te krijgen. Zij sloten de Unie van Brussel en eisten het vertrek van de Spaanse troepen. Spanje zwichtte en trok zijn troepen terug.
De rust duurde slechts kort en in 1579 hervatten de Spanjaarden de strijd, die zich naar Brabant uitbreidde. Er ontstond een scheuring in de Unie van Brussel. Enkele gewesten kozen de kant van de Spanjaarden en stichtten de Unie van Atrecht. De opstandige gewesten verenigden zich in de Unie van Utrecht. Breda sloot zich aan bij de Unie van Utrecht. 's-Hertogenbosch twijfelde aanvankelijk, maar na een mislukte machtsgreep van de Bossche calvinisten, koos de stad voor de Unie van Atrecht. Twee jaar later, op 25 juli 1581, namen de Staten-Generaal van de Nederlanden het Plakkaat van Verlatinghe aan, de onafhankelijkheidsverklaring van de Nederlanden. Een van de ondertekenaars was het hertogdom Brabant.
De dag daarna, op 26 juli 1581, namen de Spanjaarden Breda in. De hoofdstad van Brabant, Brussel, viel in maart 1585 in Spaanse handen en Antwerpen in augustus van dat jaar. Als gevolg van die ontwikkeling moesten de afgevaardigden van het gewest Brabant hun zetels in de Staten-Generaal opgeven. De delen van Brabant die nog aan de kant van de opstandige gewesten stonden, waaronder Bergen op Zoom, verloren hun zelfstandigheid en vielen vanaf dat moment rechtstreeks onder het gezag van de Staten-Generaal. Het opstandige Bergen op Zoom wist in 1588 het Spaanse beleg te trotseren en in 1590 heroverde Maurits van Nassau Breda op de Spanjaarden door een list met een turfschip.
Bij het ingaan van het Twaalfjarig Bestand in 1609 waren het westen en noorden van het latere Noord-Brabant in handen van de Republiek der Verenigde Provinciën. Het oosten was nog Spaans met 's-Hertogenbosch als bolwerk. Na de hervatting van de oorlog lukte het Spanje om in 1625 Breda in te nemen, maar daarna keerden de kansen. Frederik Hendrik veroverde 's-Hertogenbosch in 1629 en Breda in 1637, waarmee het noordelijk deel van Brabant geheel in Staatse handen kwam. Bij de Vrede van Münster in 1648 stond Spanje de soevereiniteit over noordelijk Brabant af aan de Staten-Generaal.
De Tachtigjarige Oorlog is voor Brabant een barre tijd geweest. De regio lag vrijwel voortdurend in een brede frontzone. Breda en 's-Hertogenbosch moesten langdurige belegeringen doorstaan, evenals Bergen op Zoom, dat zich nooit aan de Spanjaarden heeft overgegeven. Kleine steden, zoals Eindhoven en Helmond, werden dan door de Staatsen en dan weer door de Spanjaarden onder de voet gelopen. Het platteland werd geplunderd door beide partijen, rondtrekkende legers vernielden de oogsten, de bevolking van de Meierij werd door de Staatsen uitgehongerd en in heel Brabant raakten dorpen ontvolkt.

## Staats-Brabant (1648–1795)

Republiek der Zeven Verenigde Nederlanden en haar generalisatielanden

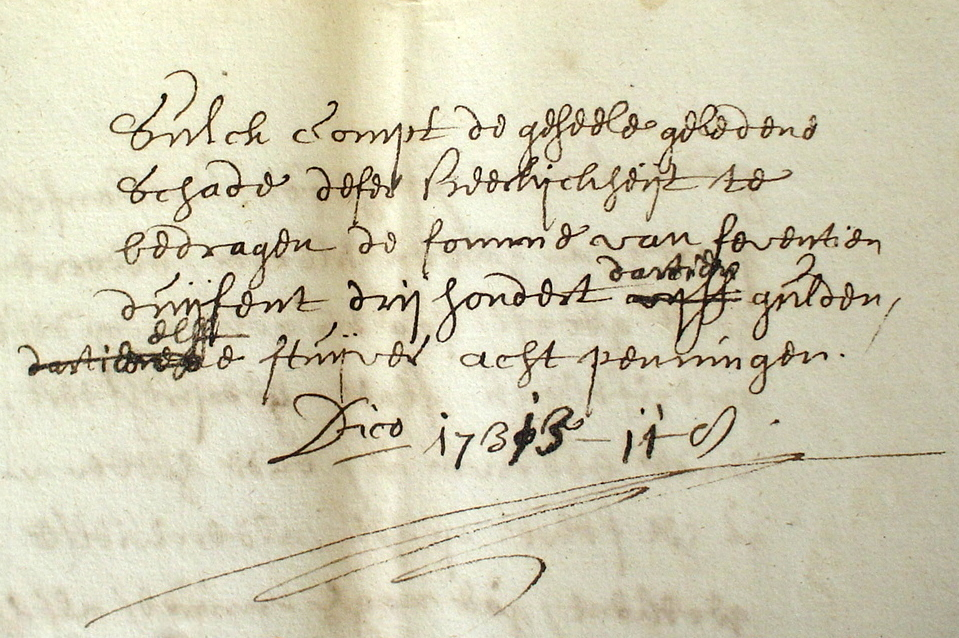
Sulck kompt de geheele geledene schade deser heerlijckheijt te bedragen de somme van seventien duijsent drij hondert dartien gulden, elff stuiver acht penningen.
Opgave door de schepenen van Lieshout van de schade die passerende Nederlands/Britse legers, onder andere van de generaals Marlborough en Athlone, in 1702 in het dorp veroorzaakt hadden.
Later in dat jaar werd Lieshout door de Fransen gebrandschat. De geëiste contributie bedroeg 3180 gulden. Via een tussenpersoon in Antwerpen werd 1020 gulden betaald.

Na de vrede van Münster besloten de Staten-Generaal om het deel van Brabant waarover zij de soevereiniteit hadden verkregen zelf te blijven besturen, zoals dat vanaf 1585 reeds het geval was met de delen van het hertogdom die in Staatse handen waren. Daarmee werd Staats-Brabant een Generaliteitsland. De Staten-Generaal voerden in fasen het in de Republiek geldende belastingstelsel in. De boeren op de schrale zandgronden kregen daarmee dezelfde lasten te dragen als de Hollandse kleiboeren. Verder bleven de in- en uitvoerrechten van kracht die eerder waren ingevoerd voor handelsverkeer vanuit het bevrijde deel van Brabant met de rest van de Republiek. De katholieke eredienst werd verboden en de Staten-Generaal eigenden zich alle bezittingen van de Rooms-Katholieke Kerk toe. Verder kwamen uitsluitend hervormden in aanmerking voor het vervullen van overheidsfuncties.
De overgrote meerderheid van de bevolking bleef trouw aan het katholieke geloof. Veel katholieken woonden de zondagsmis bij in een van de zelfstandige enclaves als Bokhoven, Ravenstein, Boxmeer en Gemert. Anderen zochten hun toevlucht tot kerken in de Spaanse Nederlanden die net over de grens lagen zoals die bij de latere Achelse Kluis. Na het rampjaar 1672 werd het regime enigszins verlicht en werden katholieke schuurkerken gedoogd, zij het tegen betaling van recognitiegeld. Het aantal hervormden bleef, zeker op het platteland, zo gering dat overheidsfuncties toch aan katholieken werden gegund.
De in- en uitvoerrechten die geheven werden op handelsverkeer met de rest van de Republiek troffen vooral de textielnijverheid in de Meierij, die omvangrijk was en ongeveer een kwart van alle in de Republiek opgestelde weefgetouwen telde. De invoer van wol en vlas, en de uitvoer van geweven producten – die vroeger verliepen via Antwerpen – moesten gaan lopen via Hollandse handelssteden als Amsterdam en Rotterdam. De in- en uitvoerrechten die als gevolg daarvan geheven werden, bemoeilijkten de concurrentie met textielproducenten in Leiden en Haarlem. Mede door druk vanuit de Hollandse handelssteden verleenden de Staten-Generaal een aantal Meierijse steden en dorpen vrijstelling van het betalen van douanerechten. Hierdoor kon de textielnijverheid in Staats-Brabant blijven floreren.
Staats-Brabant werd gebruikt als een militaire bufferzone ter verdediging van de Republiek, met name van de Zeven Provinciën. De vestinggordel lag daarom in het noorden van Staats-Brabant, langs de grote rivieren. Legertroepen van de Franse koning Lodewijk XIV en zijn bondgenoten trokken zowel tijdens de Hollandse Oorlog (1672-1678), als tijdens de Negenjarige Oorlog (1688-1697) en de Spaanse Successieoorlog (1702-1713) regelmatig plunderend door het onverdedigde Staats-Brabant, waarbij tal van dorpen in de as werden gelegd en tal van gijzelaars werden meegenomen. Om plundering te voorkomen kon men een zogenaamde contributie betalen. De dreiging van de Staten-Generaal met een boete op het betalen daarvan hield de meeste dorpen niet tegen.
Niet alleen de troepen van de Fransen en hun bondgenoten zorgden voor overlast. Decennialang fungeerde Staats-Brabant als doorgangshuis voor Staatse troepen en allerlei legers van bondgenoten. Zowel op de heenweg naar het zuiden als op de terugweg moesten de legers enige dagen worden ingekwartierd. Dit bracht hoge kosten met zich mee, die maar ten dele en alleen voor het Staatse leger werden vergoed. Na het sluiten van de Vrede van Utrecht in 1713 verschoof de verdedigingsgordel van de Republiek naar de barrièresteden in de Zuidelijke Nederlanden. Na die tijd bleef het Staats-Brabantse platteland onveilig omdat veel roversbendes die uit Holland en Gelderland verdreven waren in het gebied rondtrokken.
In Noord-Brabant heeft lang de overtuiging geleefd – en die leeft bij veel inwoners in de 21e eeuw nog – dat Staats-Brabant systematisch door de Staten-Generaal is achtergesteld en uitgebuit. Historici die hiernaar vanaf eind 20e eeuw onderzoek hebben gedaan, onderschrijven die opvatting niet. De meesten van hen, inclusief die uit Noord-Brabant,  beantwoorden de vraag of het voor de bevolking veel zou hebben uitgemaakt wanneer Staats-Brabant een volwaardige provincie was geworden met: 'waarschijnlijk weinig of niets'. Hun onderzoek heeft geleid tot het inzicht dat de verarming van de bevolking van Staats-Brabant twee hoofdoorzaken kende: het decennialange oorlogsmolest als gevolg van oorlogen tegen Frankrijk, en conjuncturele tegenwind door de crisis in de landbouw en de achteruitgang van de Hollandse wereldhandel.

## Franse Tijd

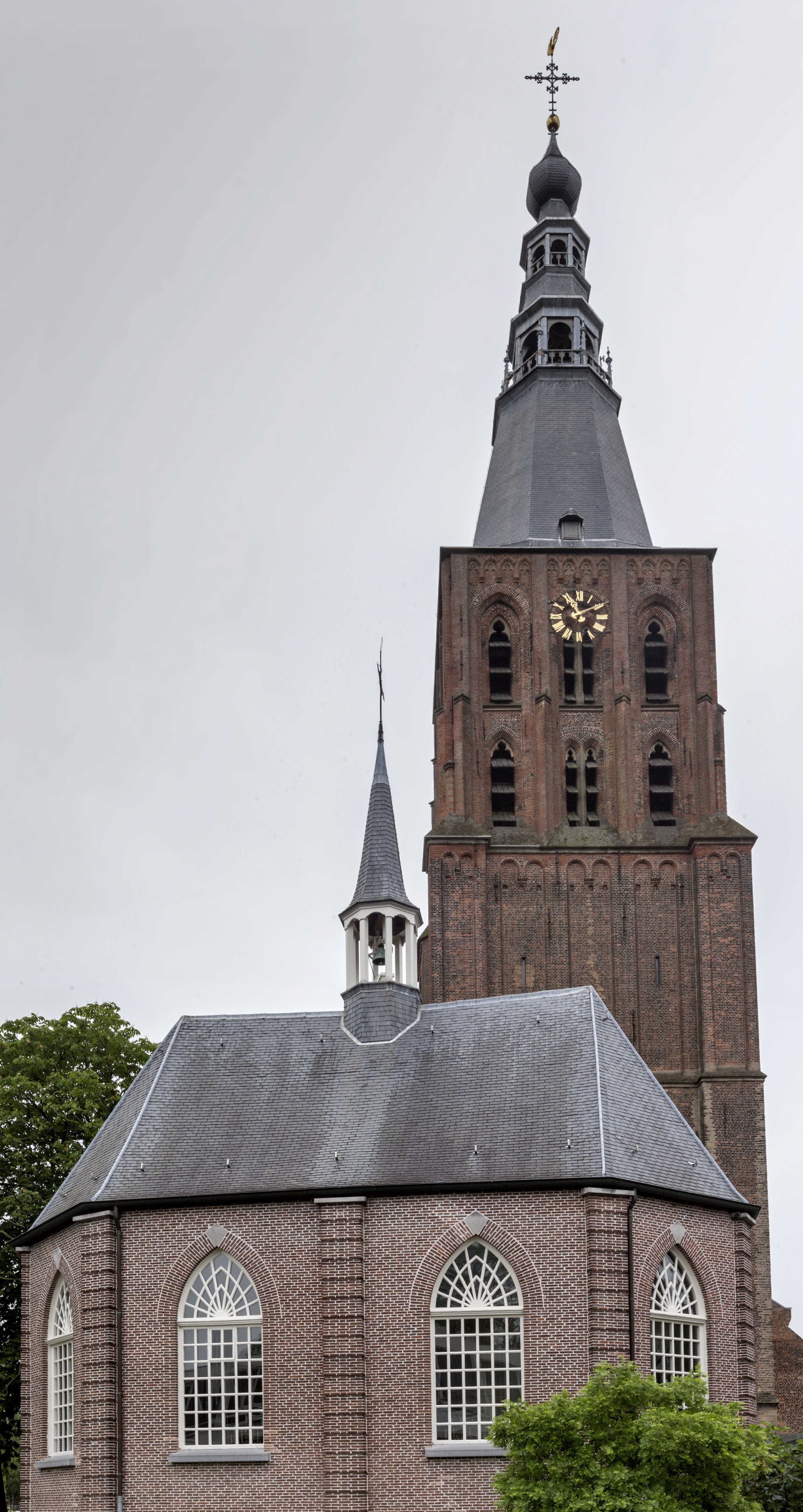
Op de achtergrond de Katholieke 'Sint-Petrusbasiliek', op de voorgrond de Protestantse Napoleonskerk in Boxtel uit 1812

In 1794 viel Frankrijk de Republiek der Verenigde Nederlanden binnen en veroverde Staats-Brabant. Nederlandse patriotten, die de ideeën van de Franse Revolutie steunden, wisten te bewerkstelligen dat Nederland niet ingelijfd werd bij Frankrijk. Zo ontstond de Bataafse Republiek, in werkelijkheid een Franse vazalstaat. Bij het Haags Verdrag van 16 mei 1795 stond Frankrijk het veroverde Staats-Brabant af, waarbij werd bepaald dat het gebied onder de naam Bataafs-Brabant een positie zou krijgen die gelijkwaardig was aan die van de andere gewesten. De enclaves die niet bij het generaliteitsgebied behoord hadden, werden door Frankrijk verkocht aan de Bataafse Republiek, die deze zogenaamde Gecedeerde Landen niet toevoegde aan Bataafs-Brabant. Het betrof Gemert, Ravenstein, Boxmeer, Megen, Oeffelt, Bokhoven, Luyksgestel en Huijbergen.
Tijdens de Franse Tijd, die toen aanbrak en duurde tot 1813, is de bestuurlijke indeling van het gebied een aantal malen ingrijpend gewijzigd. Na de staatsgreep van 1798 werd een centralistische Staatsregeling opgesteld waarin het grondgebied van Bataafs-Brabant werd verdeeld over twee departementen. Het oostelijk deel, met de naam Departement van de Dommel, liep vanaf Tilburg naar het oosten tot voorbij Nijmegen. Het westelijk deel heette Departement van de Schelde en Maas en omvatte ongeveer de Zeeuwse eilanden, het gedeelte van  Holland ten zuiden van de Maas en het westelijk deel van Bataafs-Brabant. De Staatsregeling functioneerde slecht en werd in 1802 vervangen door een regeling waarin de oude grenzen van het departement Bataafs-Brabant werden hersteld. Op 26 september 1805 werden de Gecedeerde Landen alsnog aan het departement toegevoegd.
Na de oprichting van het koninkrijk Holland onder koning Lodewijk Napoleon in 1806 kreeg Bataafs-Brabant een nieuwe naam: departement Brabant. Het grondgebied werd uitgebreid met enige plaatsen die voorheen bij andere departementen hadden behoord, waardoor de Maas de noordelijke grens werd. Het betrof onder andere Willemstad, Klundert, Geertruidenberg en Made, Zevenbergen, Hoge en Lage Zwaluwe, en Heusden. Twee jaar later werd Luyksgestel, dat behoorde tot het departement Nedermaas, geruild tegen Lommel.
Lodewijk Napoleon werd in Brabant populair. Tijdens een lange inspectiereis door het departement in 1809 bood hij steun en geld aan tijdens een choleraepidemie in het dorp Aarle en bij enkele grote overstromingen. Ook verleende hij stadsrechten aan Tilburg, Roosendaal en Oosterhout. Daarnaast gaf hij veel kerken terug aan de katholieken. Protestanten die hun kerk zo kwijt raakten schonk hij geld voor de bouw van nieuwe kerkjes, nu bekend als Napoleonskerkjes.
In 1810 lijfde keizer Napoleon Bonaparte het gebied ten zuiden van de Waal in bij het Eerste Franse Keizerrijk. Enkele maanden later was de rest van Nederland aan de beurt. Het voormalige departement Brabant werd in twee delen gesplitst. Het deel ten westen van de Donge werd toegevoegd aan het Zuid-Nederlandse departement Twee Neten, dat al deel uitmaakte van Frankrijk vanaf 1795. Het oostelijk deel van het departement werd samen met een deel van departement Gelderland omgezet in een nieuw Frans departement, Monden van de Rijn.

## Negentiende eeuw (vanaf 1814)

Nederland in 1815-1830

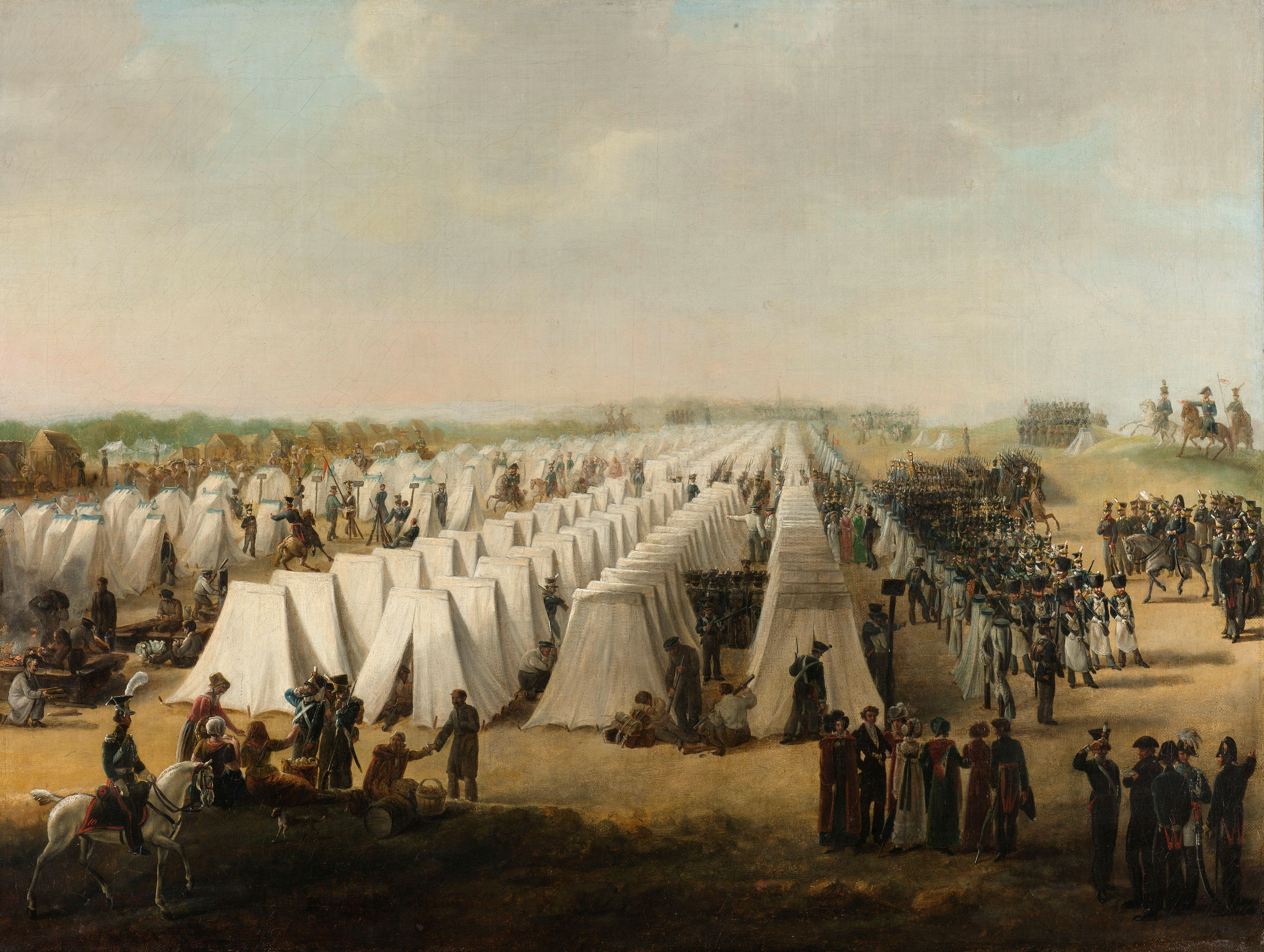
Het legerkamp in Rijen

Na de val van Napoleon in 1814 besloten de overwinnaars op het Congres van Wenen de voormalige Bataafse Republiek samen te voegen met de Oostenrijkse Nederlanden tot het Verenigd Koninkrijk der Nederlanden. Het oude hertogdom Brabant werd hierdoor niet langer door een landsgrens doorsneden. Het werd verdeeld in drie provincies: Noord-Brabant, Antwerpen en Zuid-Brabant.
In de grondwet van maart 1814 werd bepaald dat de provincies weer hun oude grenzen zouden krijgen. De voormalig Hollandse gebieden van Bataafs-Brabant werden zo bij de provincie Zuid-Holland gevoegd en een aantal voormalige enclaves bij de provincies Gelderland en Limburg. Hierbij werd de ruil Luyksgestel-Lommel uit 1808 ongedaan gemaakt. In de periode 1814-1818 werden de grenzen van Noord-Brabant nader vastgesteld, waarbij de provincie Noord-Brabant de Maas als noordgrens kreeg. In dat kader  kwamen onder meer Heusden, Nieuw-Vossemeer, Grave, Ravenstein en Boxmeer bij Noord-Brabant. Bovendien werd Luyksgestel opnieuw Brabants en Lommel Limburgs.
De hereniging van de Brabantse gebieden eindigde door het uitbreken van de Belgische Opstand in september 1830. Koning Willem I legerde een troepenmacht van 50.000 man in Noord-Brabant. Het leger ondernam in 1831 de succesvolle Tiendaagse Veldtocht, maar moest zich onder internationale druk terugtrekken. De koning weigerde de Belgische onafhankelijkheid te accepteren en hield het leger in Noord-Brabant tot 1839 op volle sterkte. Dit betekende dat er buiten de garnizoenssteden veel militairen waren ingekwartierd bij burgers en in grote tentenkampen bij Rijen en Woensel. Zij stonden onder bevel van de Prins van Oranje – de latere koning Willem II – die in deze periode een bijzondere band met Brabant opbouwde.
Nederland erkende de Belgische onafhankelijkheid in 1839, en vier jaar later werd in het verdrag van Maastricht de grens tussen België en Nederland vastgesteld. Daarbij vormde de situatie in Baarle een probleem, door de tientallen enclaves en de vele exclaves in het dorp. De onderhandelaars slaagden er niet in tot overeenstemming te komen over een grens zonder in- en uitsluitingen. Men besloot daarom vast te houden aan de chaotische situatie uit de late middeleeuwen. 
In 1853 werd de bisschoppelijke hiërarchie hersteld, waarmee in Nederland vijf bisdommen werden ingevoerd waarvan twee in Noord-Brabant. De Rooms-Katholieke Kerk manifesteerde zich sterk in de provincie. Katholieke kloosterorden richtten zich op de ziekenzorg en het onderwijs en bereikten daarin een dominante positie. De kerk wist zich daarnaast in vrijwel alle maatschappelijke organisaties de functie 'geestelijk adviseur' te verwerven. Op deze wijze verzekerde de Katholieke Kerk zich van een overheersende rol in zowel het publieke als het persoonlijke leven van veel katholieken.

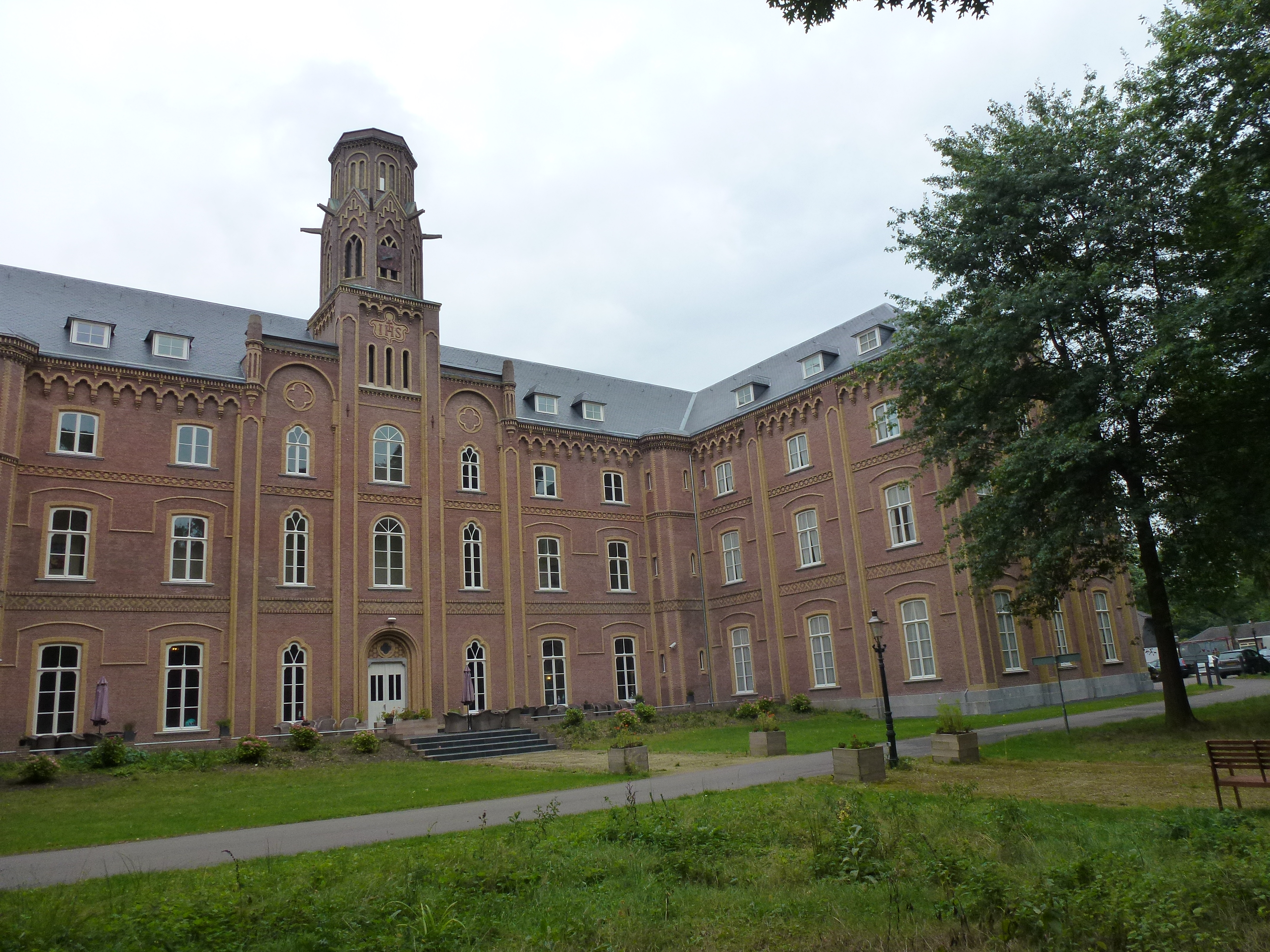
Vele kloosters werden in deze tijd gebouwd om diverse kloosterordes te huisvesten. Zo ook het Mariëndaal in Velp

In diezelfde tijd kwam in Noord-Brabant de industrialisatie op gang. Dat proces begon in de textiel, waar de bestaande proto-industrie zich ontwikkelde tot een industrie waarin fabrieksmatig werd geproduceerd. De voornaamste textielcentra waren Tilburg, Goirle, Helmond, Geldrop, Eindhoven en Gemert. Daarna volgden andere al aanwezige nijverheidssectoren als de leder- en schoenenindustrie, die zich concentreerde in de Langstraat en uitlopers had naar onder andere Gilze-Rijen en Moergestel. Ook de sigarenindustrie kwam tot bloei, voornamelijk in Eindhoven, Valkenswaard en Roosendaal. In de Meierij van 's-Hertogenbosch (Liempde, Sint-Oedenrode, Best en Schijndel) ontwikkelde zich een klompenindustrie. Oss ontwikkelde zich vanuit zijn centrale rol in de veehandel langs de Maas tot een industrieel centrum van vleesverwerking. Op de kleigebieden in west Noord-Brabant ontstond een omvangrijke suikerbietenteelt met een daaraan gerelateerde suikerfabriek in Dinteloord. Met de komst van Philips naar Eindhoven in 1891 ontstond in Noord-Brabant ook een maakindustrie. In 1892 werd in Budel een zinkfabriek opgericht.

## Twintigste eeuw

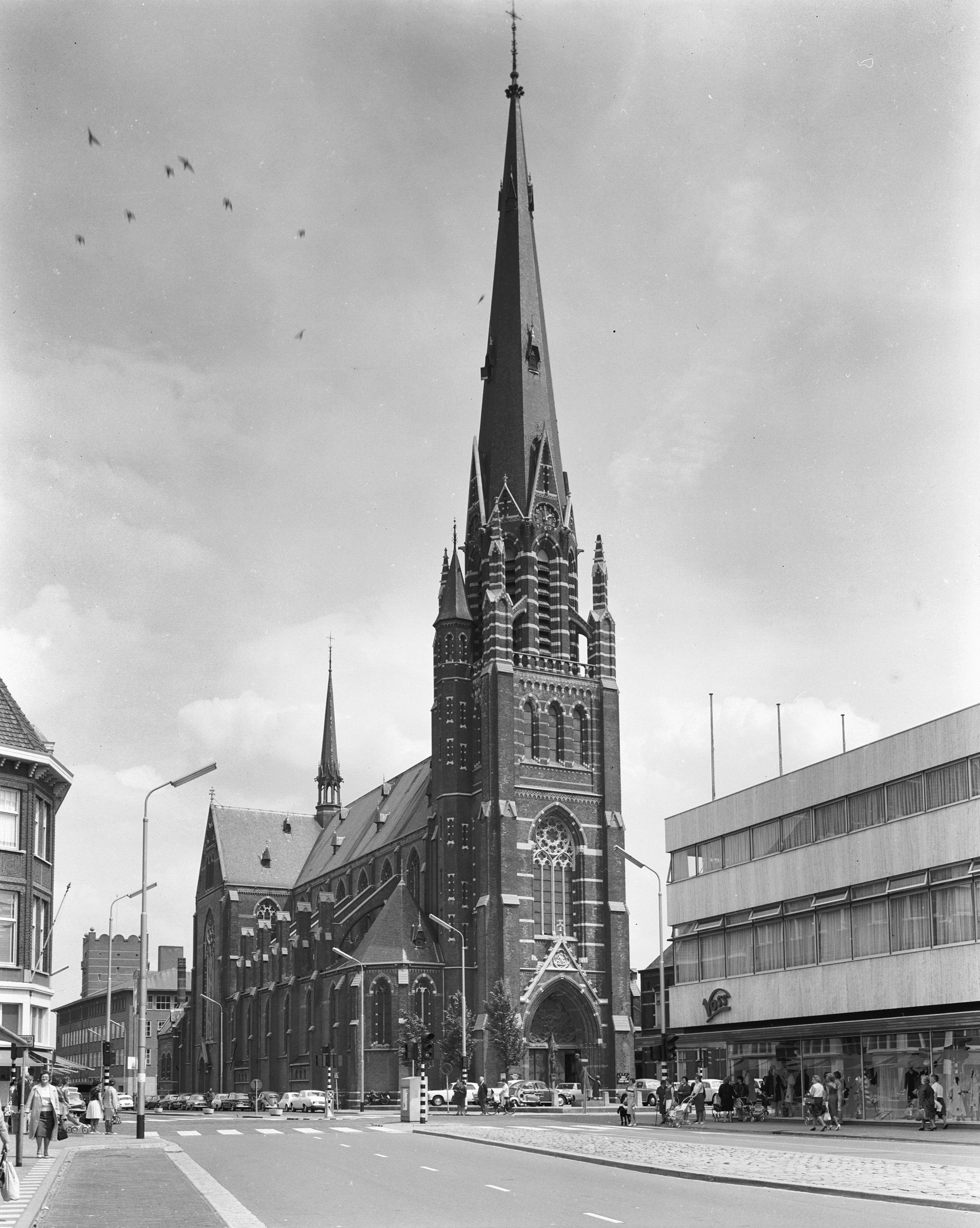
De Onze-Lieve-Vrouw-Hemelvaartkerk in Breda, gebouwd in 1890, gesloten in 1966 en afgebroken in 1967

In de periode eind 19e/begin 20e eeuw kreeg de Noord-Brabantse landbouw een impuls door de oprichting van landbouwcoöperaties, met name de NCB. Door toenemende doelmatigheid verminderde de werkgelegenheid in de landbouw. Wel werd de voedingsmiddelenindustrie steeds belangrijker. Veghel werd het centrum hiervan, met vestigingen van onder andere de CHV en DMV.
Tijdens de Tweede Wereldoorlog werd Noord-Brabant op 10 mei 1940 binnen een dag veroverd. De Peel-Raamstelling aan de oostzijde van de provincie viel vrijwel zonder strijd en Duitse luchtlandingstroepen veroverden de Moerdijkbrug zonder veel weerstand te ondervinden. Het einde van de oorlog kwam, als gevolg van de operatie Market Garden, eerder dan in de provincies boven de rivieren. Alleen het land van Altena moest wachten tot 1945 om bevrijd te worden.
In mei 1940 telde Noord-Brabant ongeveer 2000 Joodse inwoners. Zoals in het hele land onderwierp de bezetter ook in Noord-Brabant de Joden vanaf eind 1940 aan antisemitische maatregelen. Op 27 augustus 1942 ontvingen de Brabantse Joden een oproep om zich te melden. Een aantal van hen dook onder, maar de meerderheid meldde zich. Via Westerbork werden ze afgevoerd naar Auschwitz en Sobibor, waar de meesten direct na aankomst werden vergast. Op 10 november 1942 hield de bezetter een razzia om iedereen jonger dan 60 jaar op te pakken die in augustus uitstel had gekregen. De Joden van boven de 60 moesten zich op 9 april 1943 in Kamp Vught melden. De meesten die gevolg hadden gegeven aan de oproep werden via Westerbork naar Sobibor afgevoerd. Toen ook de vrijgestelde leden van de lokale Joodse Raden waren opgepakt, was Noord-Brabant – met uitzondering van Kamp Vught – formeel 'Jodenvrij'. In 1946 telde de provincie nog 650 Joden die aan vervolging waren ontkomen door onder te duiken of uit de kampen waren teruggekeerd.
Na de oorlog werd de oorlogsschade aan de industrie en de infrastructuur met succes hersteld tijdens de Wederopbouw. Aan het eind van die periode daalde de werkgelegenheid in de traditionele industrie echter sterk en veel bedrijven beëindigden hun activiteiten. De neergang was onder meer het gevolg van de groeiende concurrentie uit het buitenland. Na de oprichting van de EEG in 1957 vervielen allerlei handelsbelemmeringen, waarvan vooral Italiaanse textiel- en schoenproducenten profiteerden. Ook van buiten de EEG nam de invoer toe, met name uit lagelonenlanden en uit opkomende economieën als Japan en Zuid-Korea. Daardoor kwamen ook moderne industrieën in de problemen. Om te kunnen overleven moest Philips in 1990 een grote reorganisatie doorvoeren, genaamd Operatie Centurion. DAF vroeg in 1993 faillissement aan en werd na een doorstart overgenomen.
Tegelijkertijd voltrokken zich grote maatschappelijke veranderingen. Na de oorlog ontstonden overal in Nederland twijfels over de verzuiling, ook in Noord-Brabantse katholieke kringen. Deze twijfel kwam onder meer voort uit de tijden van het verzet tegen de Duitse bezetting, waar vaak over de grenzen van de zuilen heen met elkaar werd samengewerkt. Later begon de kerkelijke grondslag van organisaties als ziekenhuizen zijn vanzelfsprekendheid te verliezen door de opbouw van de verzorgingsstaat. Uiteindelijk resulteerde dat proces in een massale geloofsafval wat ertoe leidde dat veel kerken in de provincie aan de eredienst werden onttrokken. Veel kerkgebouwen kregen een andere bestemming, maar vele tientallen werden afgebroken.
In de laatste decennia van de 20e eeuw groeide de intensieve veehouderij in Noord-Brabant sterk, met als koplopers de varkens- en pluimveehouderij. Hiermee werd de provincie een gebied met een grote veedichtheid; in het jaar 1999 herbergde Noord-Brabant 29 miljoen kippen en 4,5 miljoen varkens.

## Eenentwintigste eeuw
In reactie op de massaontslagen bij DAF, Philips en hun toeleveranciers sloten 21 gemeenten in Zuidoost-Brabant zich aaneen als Metropoolregio Eindhoven. Ze brachten een werkkapitaal van circa 3 miljoen euro bijeen en verwierven een Europese 'Stimulus'-subsidie van circa 180 miljoen euro. Onder de noemer 'Brainport' stimuleerde de Metropoolregio intensieve samenwerking tussen bedrijven, overheden en kennisinstellingen. Daarnaast werden op grote schaal bedrijfsterreinen opgeknapt en nieuwe ontwikkeld, en kregen nieuwe bedrijfjes kansen in verzamelgebouwen. Dat resulteerde in honderden projecten en ruim 30.000 cursusplaatsen. Er kwam een instroom van buitenlandse bedrijven op gang en mede daardoor ontwikkelden zich nieuwe groeisectoren zoals automotive, design en zakelijke dienstverlening. Brainport Regio Eindhoven ontving in 2016 de status van mainport en was in 2018 qua groei de tweede economische regio van Nederland, na de regio Amsterdam.